# وینرایت (اکلاهما)
وینرایت(به انگلیسی: Wainwright) شهری در ایالت اکلاهما کشور ایالات متحده آمریکا است که جمعیت آن در سرشماری سال ۲۰۱۰ میلادی، ۱۶۵ نفر بوده‌است.